# 체리바브
체리바브(영어: Cherry barb, 학명: Puntius titteya)는 잉어목 잉어과에 속하는 물고기이다. 몸 길이는 4 ~ 5cm로 소형 어류에 속한다.

## 특징과 먹이
체리바브는 몸이 매우 아름다운 붉은색의 빛을 띄는 어종으로 잉어과에 속하는 어종답게 입에는 두 쌍의 수염도 나 있다. 등의 부분에 색은 밤색이며 녹색의 광택도 있다. 몸의 색으로 체리바브의 건강을 확인할 수도 있다. 측면에는 은빛을 띄는 붉은색이나 분홍색을 띄며 흑갈색이나 흑청색의 띠가 입에서 꼬리의 근처까지 연결되어 있다. 이 진한 색의 위에는 노란색의 광택이 나는 띠도 나있는데 몸의 후미로 갈수록 녹색을 띄게 된다. 흥분을 하면 진한 색의 띠에 아랫부분에서 두 줄의 검은 점이 나타나게 된다. 산란기가 되면 수컷은 본래의 붉은색에서 더욱 붉은색을 띄게 되며 암컷은 황갈색의 모습을 하게 된다. 아가미의 덮개는 붉은색이며 눈의 홍채는 금적색이 된다. 먹이로는 야생에선 수생 곤충, 작은 갑각류, 수생 식물을 모두 먹는 잡식성의 어류이며 관상어로 키울 시엔 사료도 잘 먹는다.
귀엽다

## 서식지
체리바브의 서식 국가는 스리랑카이며 주로 강의 수생 식물이 우거진 그늘의 진영에서 많이 서식한다. 산란기는 5월부터 7월까지인 여름이며 이 때 수컷의 수정을 받은 암컷은 수초에다 약 200개의 알을 낳으며 암컷이 산란을 하면 하루 뒤가 되는 25시간 만에 치어가 깨어나며 유어는 며칠이 지난 후엔 헤엄을 치게 된다. 체리바브가 살아가는 데에 있어 적정 수온은 PH 6.0 ~ 8.0으로 22 ~ 27 °C의 온도가 된다. 체리바브의 수명은 보통 4년이지만 길게 살면 7년까지도 산다.

## 관상어로서 주의사항
체리바브는 관상어로서 키우는 물고기이다. 성격이 온순한 물고기여서 다른 어종과도 함께 기르는 것이 가능하며 무리를 지어서 군영을 하는 모습도 멋지고 사육하는 난이도도 쉬운 물고기이다. 하지만 체리바브는 수온에 민감한 어종인만큼 항상 적정수온인 22 ~ 27 °C의 온도는 항상 유지해줘야 하며 크기 차이가 너무 나는 큰 어종과는 가능한 합사를 안하는 것이 좋다. 체리바브는 다른 잡식성의 바브류에 비해서 수초를 많이 먹지를 않으므로 어항에다 수초를 심어줘도 좋은 물고기이다.